# Paroedura
Paroedura és un gènere de sauròpsids (rèptils) escatosos de la família dels gecònids que inclou una quinzena d'espècies de geckos endèmics de Madagascar.

## Llista d'espècies
Segons The Reptile Database:
- Paroedura androyensis (Grandidier, 1867).
- Paroedura bastardi (Mocquard, 1900).
- Paroedura gracilis (Boulenger, 1896).
- Paroedura homalorhina (Angel, 1936).
- Paroedura hordiesi (Glaw, Rösler, Ineich, Gehring, Köhler & Vences, 2014).
- Paroedura ibityensis Rösler & Krüger, 1998.
- Paroedura karstophila Nussbaum & Raxworthy, 2000.
- Paroedura lohatsara Glaw, Vences & Schmidt, 2001.
- Paroedura maingoka Nussbaum & Raxworthy, 2000.
- Paroedura masobe Nussbaum & Raxworthy, 1994.
- Paroedura oviceps (Boettger, 1881).
- Paroedura picta (Peters, 1854).
- Paroedura sanctijohannis Günther, 1879.
- Paroedura stellata[2] Hawlitschek & Glaw, 2012.
- Paroedura stumpffi (Boettger, 1879).
- Paroedura tanjaka Nussbaum & Raxworthy, 2000.
- Paroedura vahiny Nussbaum & Raxworthy, 2000.
- Paroedura vazimba Nussbaum & Raxworthy, 2000.